# Armand Du Bois
Armand Pierre Alphons Du Bois (Lebbeke, 11 mei 1873 - 31 mei 1926)  was een Belgisch politicus en burgemeester voor de Katholieke Partij.

## Levensloop
Dubois was bierbrouwer en werd gemeenteraadslid (1910-1926) en burgemeester (1910-1926)  in Lebbeke. 
Hij was tevens senator (1919-1926) in het arrondissement Dendermonde-Sint-Niklaas voor de Katholieke Partij.

## Publicatie
- Lebbeke onder het Duitsch schrikbewind. Mijn dagboek geschreven tijdens den oorlog, Lebbeke, 1923.